# Monte Córdova
Monte Córdova es una freguesia portuguesa del concelho de Santo Tirso, con 16,96 km² de superficie y 3.669 habitantes (2001). Su densidad de población es de 216,3 hab/km².